# Michael Richard Cote
Michael Richard Cote (Sanford, 19 giugno 1949) è un vescovo cattolico statunitense, dal 3 settembre 2024 vescovo emerito di Norwich.

## Biografia
Michael Richard Cote è nato a Sanford, nel Maine, il 19 giugno 1949.

### Formazione e ministero sacerdotale
Ha frequentato la scuola primaria a Springvale e quelle secondarie al Bathurst College ad Arthust, nel Nuovo Brunswick, e poi ha proseguito gli studi al seminario "Nostra Signora di Lourdes" di Cassadaga. Dal 1967 al 1969 è stato alunno dell'Assumption College di Worcester. Dal 1969 al 1971 ha seguito i corsi di filosofia presso il Saint Mary's Seminary College di Baltimora. Nel 1971 è stato inviato a Roma per studi. Ha preso residenza nel Pontificio collegio americano del Nord. Nel 1975 ha conseguito la licenza in teologia presso la Pontificia Università Gregoriana. Dal 1979 al 1981 ha studiato per la licenza in diritto canonico presso l'Università Cattolica d'America a Washington.
Il 29 giugno 1975 è stato ordinato presbitero per la diocesi di Portland nella basilica di San Pietro in Vaticano da papa Paolo VI insieme ad altri 359 diaconi giunti a Roma per il giubileo del 1975. In seguito è stato vicario parrocchiale della parrocchia di Sant'Atanasio e San Giovanni a Rumford dal 1975 al 1978; vicario parrocchiale della parrocchia del Santo Rosario a Caribou dal 1978 al 1980; vice-officiale del tribunale diocesano dal 1981 al 1989; collaboratore locale della nunziatura apostolica a Washington dal 1989 al 1994 e parroco della parrocchia del Sacro Cuore ad Auburn dal 1994 al 1995. È stato anche membro del consiglio pastorale diocesano per un triennio.

### Ministero episcopale
Il 9 maggio 1995 papa Giovanni Paolo II lo ha nominato vescovo ausiliare di Portland e titolare di Cebarades. Ha ricevuto l'ordinazione episcopale il 27 luglio successivo nella cattedrale dell'Immacolata Concezione a Portland dal vescovo di Portland Joseph John Gerry, co-consacranti il vescovo coadiutore di Providence Robert Edward Mulvee e il vescovo di La Crosse Raymond Leo Burke. Ha seguito particolarmente le parrocchie della parte settentrionale del Maine e poi è stato nominato vicario generale.
L'11 marzo 2003 lo stesso pontefice lo ha nominato vescovo di Norwich. Ha preso possesso della diocesi il 14 maggio successivo.
Nel novembre del 2011 e nel novembre del 2019 ha compiuto la visita ad limina.
Il 3 settembre 2024 papa Francesco ha accolto la sua rinuncia, presentata per raggiunti limiti di età, al governo pastorale della diocesi di Norwich.

## Genealogia episcopale
La genealogia episcopale è:
- Cardinale Scipione Rebiba
- Cardinale Giulio Antonio Santori
- Cardinale Girolamo Bernerio, O.P.
- Arcivescovo Galeazzo Sanvitale
- Cardinale Ludovico Ludovisi
- Cardinale Luigi Caetani
- Cardinale Ulderico Carpegna
- Cardinale Paluzzo Paluzzi Altieri degli Albertoni
- Papa Benedetto XIII
- Papa Benedetto XIV
- Papa Clemente XIII
- Cardinale Marcantonio Colonna
- Cardinale Giacinto Sigismondo Gerdil, B.
- Cardinale Giulio Maria della Somaglia
- Cardinale Carlo Odescalchi, S.I.
- Cardinale Costantino Patrizi Naro
- Cardinale Lucido Maria Parocchi
- Papa Pio X
- Cardinale Gaetano De Lai
- Cardinale Raffaele Carlo Rossi, O.C.D.
- Arcivescovo Moses Elias Kiley
- Cardinale Albert Gregory Meyer
- Vescovo Ernest John Primeau
- Vescovo Odore Joseph Gendron
- Vescovo Joseph John Gerry, O.S.B.
- Vescovo Michael Richard Cote